# إعصار مارثا
إعصار مارثا هو الإعصار المداري الوحيد المعروف الذي وصل إلى اليابسة في بنما . ويعتبر العاصفة الثامنة عشر والإعصار الثاني عشر لموسم أعاصير المحيط الأطلسي لعام 1969 ،بدأ إعصار مارثا في جنوب غرب البحر الكاريبي في 21 نوفمبر. حيث بدأت العاصفة مع استمرار رياحها بمقدار 50 ميل/س (80 كم/س) ، وقد تخطت حالة المنخفض المداري ثم بقيت ثابتة وبعدها اشتدت إلى إعصار. وصل إعصار مارثا إلى أقصى سرعة للرياح بلغت 90 ميل/س (140 كم/س) في 22 نوفمبر. بعد ذلك، انجرفت جنوبًا. وفي 24 نوفمبر، وصلت مارثا إلى اليابسة في مقاطعة فيراغواس ، بنما ، كعاصفة استوائية قوية. وبدأت تخف قوتها وانتهت في 25 نوفمبر.

## تاريخ الأرصاد الجوية
أشارت الرياح العاتية بالقرب من سان أندريس ، كولومبيا ومنطقة قناة بنما إلى أن دوران العاصفة منخفض المستوى قد بدأ في جنوب غرب البحر الكاريبي في 20 نوفمبر. وتشكلت العاصفة الاستوائية مارثا في الساعة 1200 UTC في21 نوفمبر، مع سرعة رياح أولية بمقدار 50 ميل/س (80 كم/س). وهكذا ، تخطت مارثا حالة الكساد الاستوائي. تتمحور حول 100 ميل (160 كـم) شمال شرق مدينة بوكاس ، بوكاس ديل تورو ، ظلت العاصفة ثابتة لمدة 24 ساعة بعد ساعات من التكوّن الحلقي المداري . بدأت مارثا في التعمق على الفور ، لتصبح إعصارًا عند 0000 UTC في 22 نوفمبر - من الناحية التشغيلية ، بدأ المركز الوطني للأعاصير في تقديم الاستشارات في الساعة 0300 أشار UTC إلى أنه منخفض استوائي ولاحظ أن الظروف لا تفضل تكثيفًا كبيرًا. في وقت لاحق في 22 نوفمبر  ، أشارت رحلة استطلاعية إلى أن مارثا تعمقت إلى إعصار مضغوط ،  وحقق الإعصار المداري سرعة رياح قصوى تبلغ 90 ميل/س (140 كم/س) . قامت طائرات الاستطلاع بقياس ضغط جوي أدنى قدره 980 مـم.بار (29 inHg) ، على الرغم من أنه تم تصحيحه لاحقًا إلى 979 مـم.بار (28.9 inHg) في تحليل ما بعد الموسم.